# 1992年エストニア大統領選挙
1992年エストニア大統領選挙（1992ねんエストニアだいとうりょうせんきょ、エストニア語: 1992. aasta Eesti presidendivalimised）は、1992年9月20日にエストニアで行われた大統領選挙である。

## 概要
ソビエト連邦から独立回復を達成した直後のエストニアが、象徴的国家元首たる大統領を選出するために実施された。
この選挙に先立ち、1991年11月にエストニア最高会議 (et) はソ連による占領以降に移住してきたロシア人に対して国籍を付与しないと決議していたため、その有権者数は68万9608人に限定された。翌1992年6月に採択された新憲法では、大統領は議会（リーギコグ）による間接選挙で選ばれるものとされていた。しかし最初の大統領選挙に限っては国民による直接選挙で選出するものとし、最多得票者が過半数を得られなかった場合には議会が決選投票を行うものとされた。

## 候補者
選挙には7人の候補者が出馬を表明するも、うちミーナ・ヒント (et) とヤクス・ランコツ (et) は撤回し、ウノ・ルース (et) は署名数が規定の1万に達しなかったため出馬が認められなかった。結果、8月20日に出揃った4人の候補者の詳細は以下の通り。
| 安全の家               | 祖国連合           | エストニア人民戦線 | エストニア民族独立党 |
| アルノルド・リューテル | レナルト・メリ     | レイン・タアゲペラ | ラグル・パレク       |
|                        |                    |                    |                      |
| 最高会議議長           | 駐フィンランド大使 | 制憲議会議員       | 党議長               |
| サーレ県               | ハリュ県           | タルトゥ県         | ペルヌ県             |
| 21,009                 | 11,491             | 10,488             | 10,083               |

## 選挙結果
直接選挙は9月20日の9時から20時にかけて、議会選挙と並行して実施された。これらの選挙には欧州評議会や国際選挙制度財団からも国際監視員が派遣され、彼らは選挙が適正に実施され、民意を反映していることを確認した。
結果、1次投票ではリューテルが42.2パーセントと最多の票を集めたが、過半数に達しなかったため議会での決選投票に持ち越された。ターケペラの敗因については、彼が選挙戦で出遅れたこと、所属する人民戦線の指導者エトカル・サヴィサールによる政権 (et) がすでに国民の支持を失っていたこと、その寛大な国籍政策がリューテルへの投票を拒んだ右派層に訴求できなかったこと、などが指摘されている。
議会での大統領選挙決選投票は10月5日に実施されたが、先立って実施されたその議会選挙では、祖国連合が全101議席中の29議席を獲得する第1党となっていた（第2党は安全の家の17議席、第3党は人民戦線の15議席）。結果、決選投票でメリが多数票を獲得し、翌6日に大統領へと就任した。

### 候補者別得票結果
| 候補者                   | 候補者                   | 所属政党                 | 一般投票 | 一般投票 | 議会投票 | 議会投票 |
| 候補者                   | 候補者                   | 所属政党                 | 得票数   | 得票率   | 得票数   | 得票率   |
| ------------------------ | ------------------------ | ------------------------ | -------- | -------- | -------- | -------- |
|                          | アルノルド・リューテル   | 安全の家                 | 195,743  | 42.23%   | 31       | 34.44%   |
|                          | レナルト・メリ           | 祖国連合                 | 138,317  | 29.84%   | 59       | 65.56%   |
|                          | レイン・タアゲペラ       | エストニア人民戦線       | 109,631  | 23.65%   |          |          |
|                          | ラグル・パレク           | エストニア民族独立党     | 19,837   | 4.28%    |          |          |
| 総計                     | 総計                     | 総計                     | 463,528  | 100.0%   | 90       | 100.0%   |
| 有効票数（有効率）       | 有効票数（有効率）       | 有効票数（有効率）       | 463,528  | 98.92%   | 90       | 89.11%   |
| 無効票・白票数（無効率） | 無効票・白票数（無効率） | 無効票・白票数（無効率） | 5,077    | 1.08%    | 11       | 10.89%   |
| 投票総数（投票率）       | 投票総数（投票率）       | 投票総数（投票率）       | 468,605  | 67.95%   | 101      | 100.0%   |
| 棄権者数（棄権率）       | 棄権者数（棄権率）       | 棄権者数（棄権率）       | 221,003  | 32.05%   | 0        | 0.00%    |
| 有権者数                 | 有権者数                 | 有権者数                 | 689,608  | 100.0%   | 101      | 100.0%   |
| 出典：Nohlen & Stöver    |                          |                          |          |          |          |          |